# KC–10 Extender
A KC–10 Extender amerikai légi utántöltő repülőgép, amelyet a DC–10 utasszállító repülőgépből fejlesztette ki a McDonnell Douglas repülőgépgyár. A repülőgép az alapfunkciója mellett teherszállító képességgel is rendelkezik. A KC–10-es az amerikai légierő (USAF) részére készült üzemanyag utántöltő repülőgépnek, de - szemben a KC–135-össel - nem csak üzemanyagot szállíthat, a törzs elejének bal oldalán nagy méretű rakodóajtó van. Az Extender világszerte megkönnyíti az USAF-telepítéseket, mivel nem csak a harcászati vadászgépek kötelékeinek légi utántöltésére, hanem a kiszolgálásukhoz szükséges anyagok és személyzet szállítására is alkalmas. Tankolócsápos berendezéssel repül, de behúzható csőszerkezete alkalmas az US Navy és a NATO gépek feltöltésére is. A KC–10-est hivatalosan is az USAF legbiztonságosabb gépének minősítettek, mindössze egy gép veszett el földi tűz következtében. Bevetették 1986-ban Líbiában, 1989-ben Panamában és a Sivatagi Vihar hadműveletben. A holland gépek átalakított DC–10-esek.
Összesen 60 db KC–10-est gyártottak az USAF részére. 2023-ban jelentette be az USAF, hogy 2024-ben az összes KC–10-es kivonják a szolgálatból, ez szeptember végéig meg is történt. További két gép készült a Holland Királyi Légierő részére, ahol KDC–10 típusjelzéssel üzemeltették őket. A holland gépeket 2019-ben és 2021-ben vonták ki és adták el egy légi utántöltést szolgáltató amerikai magáncégnek.

## Története
1977-ben az USAF Advanced Tanker/Cargo Aircraft (ATCA – korszerű tartály/szállítógép) pályázatát a McDonell Douglas KC–10 Extendere nyerte meg. A gép tervezésekor a DC–10–30CF sárkányát vették alapul.

## Műszaki jellemzői
A gép kinézete alapvetően megegyezik a DC–10 formájával, viszont jelentősen eltérnek egymástól. Három hajtóműve van, kettő a szárnyak alatt, egy a függőleges vezérsíkra szerelve. A DC–10 csomagtere helyén kapott helyet a hét gumitartály, melyben 206 134 liter tüzelőanyag fér el, a utastér helyén pedig a rakodótér van.